# Cúp bóng đá Melanesia 1992
Cúp bóng đá Melanesia 1992 là mùa giải thứ 4 giải đấu khắp vùng Melanesia được tổ chức. Giải diễn ra ở Vanuatu và có 4 đội tham gia: Fiji, Quần đảo Solomon, Nouvelle-Calédonie và Vanuatu.
Các đội bóng thi đấu với nhau theo thể thức thi đấu vòng tròn và Fiji vô địch lần thứ hai. 
Tất cả các trận đấu đều diễn ra trên Sân vận động quốc gia ở Port Vila.

## Kết quả
|                    | St | T | H | B | BT | BB | Đ |
| ------------------ | -- | - | - | - | -- | -- | - |
| Fiji               | 3  | 2 | 1 | 0 | 6  | 3  | 7 |
| Nouvelle-Calédonie | 3  | 2 | 1 | 0 | 4  | 2  | 7 |
| Quần đảo Solomon   | 3  | 1 | 0 | 2 | 4  | 4  | 3 |
| Vanuatu            | 3  | 0 | 0 | 3 | 1  | 6  | 0 |

| Fiji                                | 2-1 | Quần đảo Solomon |
| ----------------------------------- | --- | ---------------- |
| Radike Nawalu 36' · Jo Masilagi 45' |     | Dudley Natei 10' |

| Nouvelle-Calédonie | 1-0 | Vanuatu |
| ------------------ | --- | ------- |
| Adrias Aussu 88'   |     |         |

| Quần đảo Solomon                                       | 3-1 | Vanuatu        |
| ------------------------------------------------------ | --- | -------------- |
| Johnson Tome 16' · Dudley Natei 41' · Medley Toatu 74' |     | Rex Carlot 44' |

| Fiji                                     | 2-2 | Nouvelle-Calédonie                     |
| ---------------------------------------- | --- | -------------------------------------- |
| Abraham Watkins 18' · Ruvvame Madigi 66' |     | Adrias Aussu 38' · Abel Tchaunyane 63' |

| Fiji                              | 2-0 | Vanuatu |
| --------------------------------- | --- | ------- |
| Radike Nawalu 7' · Taitu Bula 21' |     |         |

| Nouvelle-Calédonie | 1-0 | Quần đảo Solomon |
| ------------------ | --- | ---------------- |
| Abel Tchauyane 19' |     |                  |